# Luna de Sus, Cluj

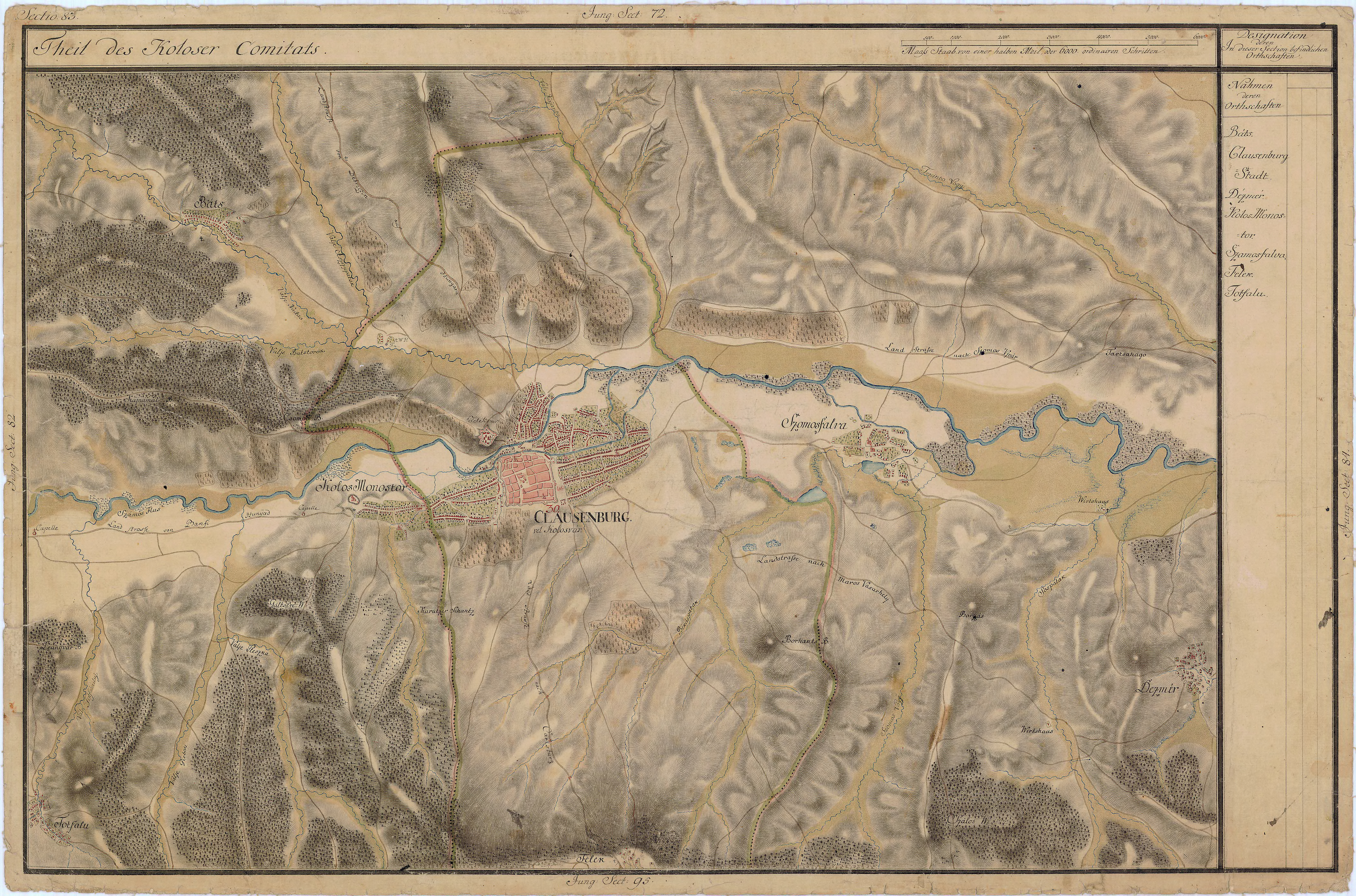
Luna de Sus pe Harta Iosefină a Transilvaniei, 1769-1773 (Sectio 082)

Luna de Sus, mai demult Lona Săsească, colocvial Lona, (în maghiară Magyarlóna, în germană Lona, Deutschdorf) este un sat în comuna Florești din județul Cluj, Transilvania, România.
Pe Harta Iosefină a Transilvaniei din 1769-1773 (Sectio 082), localitatea apare sub numele de „Szász Lona”.

## Prezentarea satului

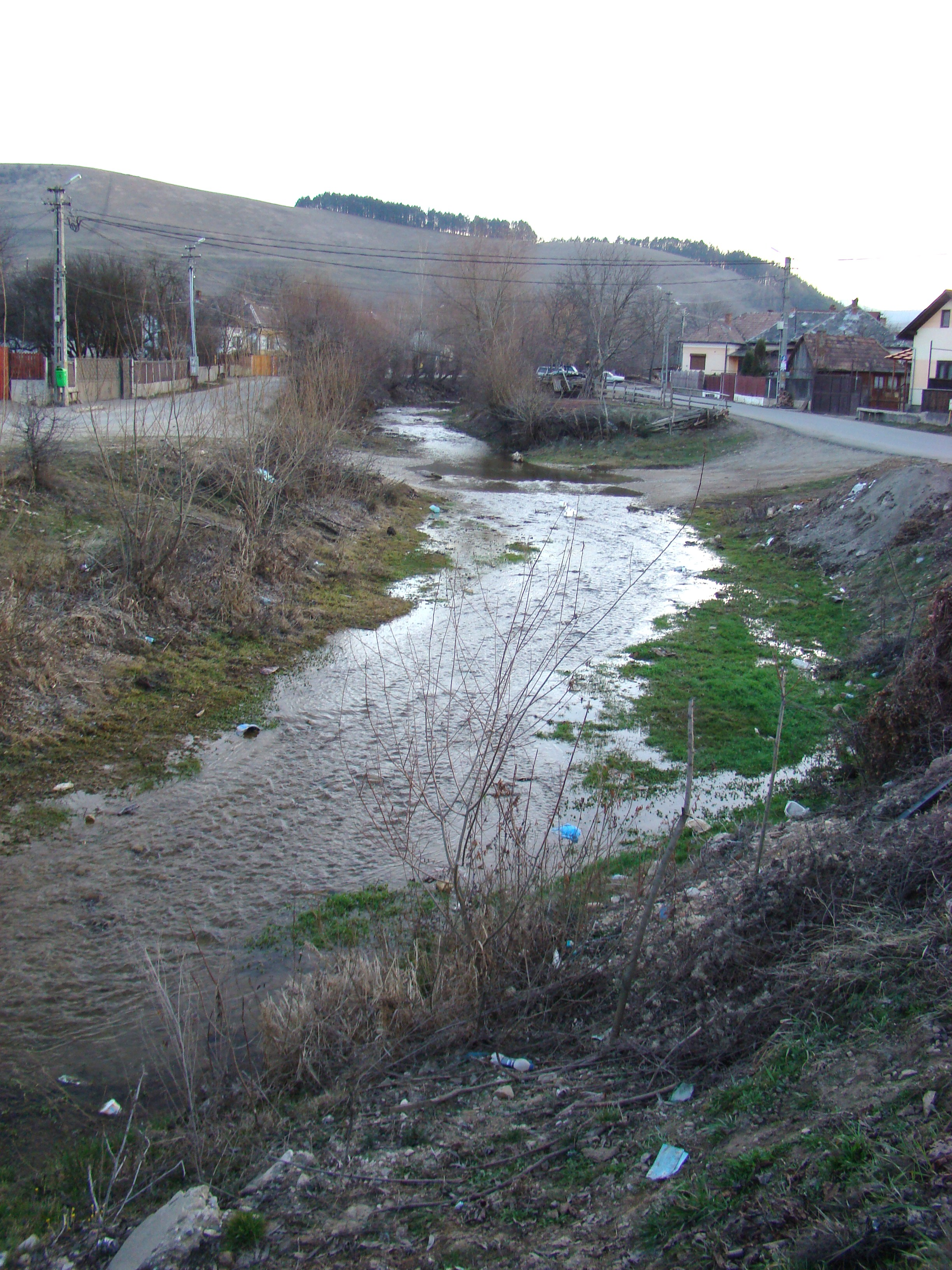
Valea Lonii

A fost atestat documentar în anul 1298, sub numele Lonna. Între anii 1330-1652 apare cu numele Lona, iar apoi, până în 1896, ca Szászlóna (Lona Săsească). Între 1896-1919 numele oficial a fost Magyarlona (Lona Ungurească). Din 1919 până în 1925 s-a numit Lona Săsească, iar din 1925 până azi Luna de Sus. Prima atestare documentară a localității Luna de Sus este într-unul din actele capitului la 13 ianuarie 1298, în timpul episcopului romano-catolic al Alba Iuliei Petru Monoszló (1271-1307), fratele voievodului Transilvaniei Ladislau Kán al II-lea (1296-1315). Înainte de această dată satul era în proprietatea mănăstirii Garab din comitatul Nograd, de la care este cumpărat de către banul Mikud, în același an 1298. “Noi, capitulul Bisericii Sfântului Arhanghel Mihail din Alba Iulia în Transilvania, facem cunoscut tuturor cărora se cuvine că venerabilul părinte Petru, din mila lui Dumnezeu episcop al Transilvaniei, prelatul nostru, care cu o necurmată râvnă a sporit starea bisericii fericitului Mihail și se străduiește să-i sporească din zi în zi moșiile... și gândindu-se el la folosul ce l-ar aduce pământul și satul numit Lona [terra et villa Lonna vocata], ce se află între pământurile și moșiile episcopale Gilău și Florești [Gyalu et Fenes] și încheind o înțelegere de schimb pentru acest pământ sau sat Luna de Sus (Lona) le-a dat și le-a transmis în schimb banului Mykud.
Satul Luna de Sus (cod SIRUTA 57724) este așezat în centrul județului Cluj, la o distanță de 12 km vest de municipiul Cluj-Napoca, la intersecția paralelei de 46°44’ 34” latitudine nordică cu meridianul de 23°26’10” longitudine estică. Satul se învecinează cu localitățile Florești (3,8 km distanță), Suceagu (6,1 km distanță), Gilău (4,2 km distanță), Someșu Rece (5,1 km distanță), Stolna (4,5 km distanță) și Vlaha (9,3 km distanță). Din punctul de vedere al distribuirii gospodăriilor în teritoriu, Lona este un sat linear așezat de-a lungul drumului.
Aceste teritorii au fost locuite din timpuri străvechi, fiind în apropierea castrului roman de la Gilău, a cetății fetei de la Florești, și pe drumul dintre Clujul medieval și cetatea Lita. Până la sfârșitul secolului al XVI-lea sașii mai puteau fi întâlniți în sat. În Evul Mediu sat săsesc, aparținând domeniului funciar episcopal din Gilău. Cu începere din sec. XVII sașii au fost treptat maghiarizați.
Localitatea este așezată de-o parte și de alta a DJ 107M (care face legătura între DN1 și DN75, ajungând la Aiud), la o distanță de 12 km vest de municipiul Cluj-Napoca, pe Valea Lonii (numită și Valea Feneșului), care izvorăște de pe teritoriul satului Plopi din comuna Valea Ierii și se varsă în Someșu Mic, după ieșirea din sat. 
Suprafața satului este traversată de DN1, la nord de intravilan. Someșul Mic își are cursul mai spre nord. Autostrada "Transilvania", București – Brașov-Borș-Budapesta (A3) trece pe la vest de vatra satului. Lungimea autostrăzii pe teritoriul satului este de circa 3,5 km, suprafață totală de peste 550000 mp lățimea platformei este de 26 m, partea carosabilă 7,5m X 2, fundația este din piatră spartă. În zona Șesul de Sus-Chișter este un pod cu 15 piloni.
Suprafața satului este de 1586 ha, dintre care 1155 ha proprietate privată, 555 ha teren arabil, 443 ha pășuni, 261 ha fânațe, 9 ha livezi și 197 ha păduri (potrivit Recensământului general agricol din anul 2002).
Teritoriul satului Luna de Sus se încadrează în Podișul Someșean, parte componentă a Depresiunii Transilvaniei. Suprafața satului se înscrie în cadrul unităților de relief joase, depresionare cu versanți deluroși asimetrici. Pot fi identificate două unități geografice pe teritoriul satului : Culoarul Săvădisla – Luna de Sus și Culoarul văii Someșului Mic. Acad.Grigor Pop enumeră între cele 14 unități geografice de pe teritoriul județului Cluj culoarul Săvădisla – Luna de Sus, un golf geologic închis de Masivul Feleacului, Culmea Sândului și Culmea Petrești în partea estică și nord-estică, în sud și vest dezvoltându-se până la Muntele Mare și Munții Gilăului, iar în nord prezentând o anumită deschidere către Culoarul Someșului Mic.Trecerea din cele două depresiuni alungite (Iara și Hășdate) în Culoarul Someșului Mic se realizează prin intermediul Culoarului Săvădisla – Luna de Sus.Culoarul văii Someșului Mic se caracterizează printr-un relief
acumulativ care se compune din două nivele. Suprafața satului se înscrie în subetajul forestier al stejarului.Pădurile naturale sunt alcătuite din carpeni în amestec cu o serie de arbuști cum ar fi păducelul, alunul, etc.; mai rar pot fi întâlnite ulmul, plopul, salcâmul, mesteacănul, bradul și frasinul. Apare frecvent fenomenul de eroziune, fapt pentru care s-a recurs la împăduriri -plantații de pin. Vegetația de luncă apare de-a lungul văilor Feneșului și Someșului: sălcii, arini, trestie, papură, rogoz. Între Valea Popii și Luna de Sus a fost descoperită în 28 mai 1939 de către botanistul Nyárády Antal, un exemplar unicat de Hieracium X auriculoides Lang. var. lapathum Nyar, plantă erbacee cu flori galbene-purpurii și cu frunze mici, acoperite cu peri lungi, care crește pe pășuni și fânețe naturale, se păstrează în colecțiile Muzeului de Istorie Naturală din Sibiu, în Herbarul Nyárády.
Altitudinea medie este de 400 m. Vatra satului se prezintă ca o depresiune. Există mai multe străzi: Principală sau Mare, Mică, Morii, Florilor, Urușagului, Drevelor, Întreprinzătorilor, Șicator sau Moghioroșcut (toate asfaltate în anul 2009) și Gilăului sau Lăbuț (încă neasfaltată).
Din punct de vedere administrativ, Luna de Sus aparține comunei Florești, din anul 1950, până la care era comună de sine stătătoare, având arondat și satul Stolna și pentru un timp și Vlaha.
Pe teritoriul satului s-au descoperit unelte ce datează din paleoliticul superior: un răzuitor din silex și 2 topoare. După marea invazie tătară din 1241 localitatea a fost colonizată cu sași de către episcopul romano-catolic al Alba-Iuliei, stăpânul domeniului din care satul făcea parte. Pe teritoriul satului, zona Ordög Árok - Kistér în cadrul cercetărilor preventive pe tronsonul 2 B al Autostrăzii Transilvania. . . au fost efectuate săpături arheologice între anii 2004-2006. A fost descoperită o mică fortificație. Cel mai probabil ar fi ca fortificația să aparțină primei vârste a fierului, inclusă în categoria fortificațiilor de refugiu. De asemenea a fost descoperită o așezare din epoca bronzului și mici fragmente ceramice atipice, datând cel mai probabil de la sfârșitul mileniului III înainte de Hristos. 
Legendele vorbesc despre o mare comoară, care s-ar afla ascunsă în hotarul satului Luna de Sus în locul numit Kincses domb (dâmbul comorii). Toate încercările de dezgropare a acestei comori rămânând fără rezultat până astăzi, zădărnicite de o forță nevăzută.
În secolul al XVIII-lea Luna de Sus era un centru de olărit, între anii 1701-1767 fiind pomeniți 15 meșteri: Fazakas Mihaly (1701), Szados István (1727), Fazakas Mihaly, Fazakas János, Varga Mihály, Váradi György, Bányai János, Német János, Ferencz István (1737), Ziláhi György, Kis János (1740), Henric György (1747), Ferentz György, Georgius Ferenc (1767), Joannes Papp.Din nefericire nu s-a păstrat nici un obiect lucrat de aceștia.
La 22 mai 1660 pe teritoriul satului are loc lupta dintre principele Gheorghe Rakoczi II și oastea turcească. Teritoriul satului a fost pustiit și mulți locuitori au fost luați prizonieri.În anul 1965 a fost descoperită în zona pârâului Sânaslău din Florești o sabie cu inscripție arabă pierdută de turci în lupta din 1660.
În 1720 la recensământul din timpul Sancțiunii pragmatice în Lona Săsească erau 24 de capi de familie, locuitori de drept. În timpul recensământului dintre 1784-1787 satul avea 99 de case și 130 de familii. Erau 679 de locuitori. Cel mai mare număr de locuitori au fost înregistrați la recensământul din 1977, 2264 locuitori. În 1737 exista școală elementară în Luna de Sus, limba de predare era maghiara.
Există tradiția că ar fi trecut pe aici Nicolae Bălcescu(1848) și Avram Iancu(1852), în drumurile lor.
În noaptea de 24 iunie 1926 s-a produs o rupere de nori care a distrus aproape în întregime această comună. Ploaia torențială a durat 2 ore, apa a ajuns la 2 metri, albia văii s-a mutat prin mijlocul satului, toate podurile peste vale au fost rupte, 120 de case au fost ruinate sau mânate de apă, au murit 7 locuitori și peste 250 de vite s-au înecat. Doar 19 familii au rămas nepăgubite. Episcopul Nicolae Ivan (1921-1936) a organizat o colectă pentru cei afectați din Luna de Sus, contribuind el însuși cu o importantă sumă.
Prin dictatul de la Viena, granița dintre Ungaria și România a fost fixată la 2 km de marginea satului. Astfel luna de Sus devine localitate de frontieră între 1940-1944. Circa 1/3 dintre români s-au refugiat în aveastă perioadă, în special în satul Vlaha. Între 9-12 octombrie 1944 pe teritoriul satului s-au dat lupte grele, în care a căzut un număr necunoscut de ostași. Unii sunt înmormântați în cimitirul ortodox, iar 13 (se cunosc numele a 11 dintre ei) în curtea bisericii reformate. Aici a fost înălțat, în memoria lor, în anul 2000 un monument tombal. De asemenea a fost dezvelită o placă comemorativă în biserică, întru cinstirea eroilor satului. Cu ocazia Paștilor din anul 2010 pe dealul ce mărginește la sud vatra satului a fost instalată o cruce metalică cu inscripția: În amintirea eroilor. În același an a fost dezvelită și sfințită o placă comemorativă și crucea de la mormântul preotului martir Grigore Danciu, ucis de trupele hortyste în retragere în octombrie 1944 și înmormântat înaintea bisericii.
În luptele din primul război mondial au pierit 5 ostași români din Luna de Sus. În memoria lor a fost înălțată, de către Liceul de fete Regina Maria din Cuj, în 1938, o troiță din lemn de stejar în fața bisericii ortodoxe, un număr de 21 de locuitori ai satului, români și maghiari au căzut pe câmpurile de luptă în cel de-al doilea război mondial.
Școala confesională reformată a funcționat între 1730-1896, fiind cunoscute numele a 16 învățători. Clădirea ei construită în 1895 există și astăzi. Școala confesională ortodoxă a funcționat din prima jumătate a sec. al XIX-lea până în 1907, aici desfășurându-și activitatea cel puțin 3 învățători. În ambele cazuri învășătorul confesional era și cantor al bisricii.
Satul beneficiază de o școală cu clasele I-VIII (director prof. Răzvan Crișan, specialitatea istorie)și de o grădiniță cu program prelungit (ambele cu secție română și maghiară, școala are mai multe corpuri de clădiri, datând din 1895, 1936, 1969 și unul care va fi dat în folosință în 2011), cămin cultural, dispensar cu cabinet medical de familie și cabinet stomatologic, farmacie, ghișeu poștal. De asemenea, teritoriul este dotat cu curent electric, apă potabilă, canalizare, gaz metan, rețea de telefonie, televiziune prin cablu.
În Luna de Sus își are sediul RA Registrul Auto Român, Reprezentanța Cluj și Asociația Bioagricultorilor "Bioterra România". De asemenea, aici se desfășoară târgul de mașini, al doilea ca mărime din țară. Există stație de transformare a energiei electrice. Pe canalul de deviație paralel cu cursul râului Someșu Mic se află Centrala Hidro Electrică (CHE) Florești I, construită în perioada 1983-1985*și dată în folosință în 1986, având o putere instalată de 6, 9 MW,încadrându-se în cascada de hidrocentrale în 8 trepte, construite începând cu 1969, pe o distanță de peste 30 km, cu o diferență de nivel de 650 m. (8 centrale hidro electrice și 5 baraje: Mărișel-Lăpuștești, Tarnița, Someșu Cald, Gilău I, Gilău II, Florești I (Luna de Sus), Florești II și Cluj-Napoca (Grigorescu).Tot pe terotoriul satului a fost pusă în funcțiune, între anii 1973-1975 și o stație de transformare a energiei electrice, Stația 220/110/20 KW Florești-Cluj a S.C. Transelectrica S.A., un important nod în cadrul Sistemului Electoenergetic Național.
Un număr de aproximativ 80 de persoane, marea majoritate maghiari, originari din Luna de Sus sunt stabiliți peste hotare, în special în Ungaria, dar și în Austria, Olanda, Italia, Grecia, Norvegia, dar chiar și în SUA și Australia.
Din punct de vedere etno-folcloric satul face parte din așa-numitul ținut al Călatei (maghiară Kalotaszeg), cunoscută atât de etnografia română cât și de cea maghiară.
În Luna de Sus activează Asociația Culturală Magyarlona, având ca scop păstrarea tradițiilor maghiare.

## Populația
Populația satului, conform ultimului recensământ (2002), era de 2.058 locuitori, dintre care 1.248 maghiari, 748 români, 4 rromi și 2 italieni, 1005 bărbați și 1053 femei. Din punct de vedere confesional 726 erau ortodocși, 1.117 reformați, 52 romano-catolici, 136 baptiști, 8 penticostali, 7 greco-catolici, 6 unitarieni, 5 de alte credințe, 1 de religie nedeclarată. De asemenea erau înregistrate 710 gospodării.Erau 2067 persoane înregistrate în gospodării, din care 1010 bărbați, 2019 persoane prezente, din care 980 bărbați, 12 venite pentru o perioadă îndelungată, din care 6 bărbați, cetățeni străini stabiliți înainte de 01.03.2001 1, din care 1 bărbat, 30, temporar absente, din care 19 bărbați, 9 plecate în străinătate, din care 6 bărbați, 2 plecate pe perioadă lungă în altă localitate în țară, din care 2 bărbați 7, plecate în străinătate din care 3 bărbați. 
Populația stabilă în vârstă de peste 10 ani: 1830; absolvenți de învățământ superior de lungă durată 44, din care 25 bărbați și 19 femei, 3 absolvenți de învățământ superior de scurtă durată, din care 1 bărbat și 2 femei, 23 absolvenți de învățământ post liceal și de maiștri, din care 9 bărbați și 14 femei, 319 absolvenți de învățământ liceal, din care 124 bărbați și 195 femei, 405 absolvenți de învățământ profesional și de meserii, din care 295 bărbați și 110 femei.
Cu privire la situația economică: 740 de locuitori constituiau populația activă, din care 464 bărbați, 629 populație ocupată, din care 381 bărbați, 111 populație neocupată, din care 83 bărbați, 89 șomeri, din care 66 bărbați, 22 șomeri în căutarea primului loc de muncă, din care 17 bărbați, 1318 populație inactivă, din care 541 bărbați, 271 elevi și studenți, din care 122 bărbați, 567 pensionari, din care 259 bărbați, 235 casnici, din care 3 bărbați, 210 întreținuți de alte persoane, din care 134 bărbați, 11 de stat sau de organizații private, din care 2 bărbați, 24 alte situații economice din care 21 bărbați.
Limba maternă pentru 758 era româna, pentru 1285 maghiara și pentru 13 romani.
În momentul de față populația satului este de peste 2150 de locuitori. Densitatea populației este de 129,76 locuitori/kmp, densitatea în intravilan 565,38 locuitori/kmp. Din punctul de vedere al numărului de locuitori, Luna de Sus se încadrează în categoria satelor mari, ocupând poziția a XIV-a între localitățile județului.
În 1720 la recensământul din timpul Sancțiunii pragmatice în Lona Săsească erau 24 de capi de familie, locuitori de drept.
În timpul recensământului dintre 1784-1787 satul avea 99 de case și 130 de familii. Erau 679 de locuitori de drept, 19 plecați, 6 străini, 666 locuitori prezenți. 333 erau femei și 346 bărbați dintre care 134 căsătoriți, 212 necăsătoriți, 2 preoți, 4 nemeși, 65 iobagi, 83 jeleri, 50 cetățeni și proprietari de drept, 14 alți locuitori și 2 soldați liberați, descendenți: 100 între 1 și 12 ani și 26 între 13 și 17 ani.
	În 1850 erau 1014 locuitori de drept, 12 plecați, 36 străini, 1038 populație prezentă. 514 erau bărbați – 278 necăsatoriți, 219 căsătoriți, 79 încorporabili (între 17 și 26 de ani), 17 văduvi și 500 femei – 232 necăsătorite, 219 căsătorite și 49 văduve, după etnie 569 erau maghiari, 367 români, 67 țigani, 11 armeni, iar după confesiune 322 ortodocși, 620 reformați, 25 romano-catolici și 47 greco-catolici. Erau 145 de case și 251 gospodării. În sat existau 2 preoți (ortodox și reformat), 130 proprietari de pământ, 9 industriași, 2 funcționari, 1 sanitar, 2 militari în termen și 2 comercianți. Nu locuia în Lona nici un avocat, notar sau artist. În același an erau recenzați 51 de cai și 462 bovine.
	În anul 1857 populația crescuse la 1142 locuitori de drept, 14 străini, 12 străini, 12 plecați, 1144 populație prezentă, 556 bărbați (10 plecați) – 328 necăsătoriți, 224 căsătoriți, 14 văduvi, 574 femei (12 plecate) – 298 necăsătorite, 225 căsătorite, 53 văduve. Din punct de vedere confesional 388 erau ortodocși, 726 reformați, 19 romano-catolici, 7 greco-catolici. Erau 167 de case și 233 de gospodării. Dacă în Cluj începea numerotarea caselor în anul 1839, în Lona, în 1857 existau numere de casă.
		În 1869 erau 1229 locuitori, dintre care 586 bărbați și 643 femei, 198 de case, 314 familii. 390 erau ortodocși, 15 greco-catolici, 16 romano-catolici, 795 reformați, 4 evanghelici, 7 unitarieni și 2 israeliți.
		În 1880 erau 1317 locuitori și 248 de case. 414 erau ortodocși, 34 greco-catolici, 19 romano-catolici, 840 reformați, 1 luteran, 3 unitarieni, 6 israeliți, 421 de limbă maternă română, 776 maghiară, 68 de altă limbă maternă (rromi), 52 de limbă maternă necunoscută. După naționalitate 438 români, 808 maghiari și 71 de altă naționalitate (rromi). Doar 60 de locuitori, cunoșteau scrisul și cititul, adică 4, 5% din populație.
		În 1890 satul avea 1464 locuitori, 437 români, 887 maghiari, 9 germani, 95 de altă limbă, 497 ortodocși, 929 reformați, 4 unitarieni, 9 israeliți, 1 greco-catolic, 24 romano-catolici, 260 case, suprafața satului 3432 iugăre. Trei ani mai târziu, în 1893 109 locuitori se declarau țigani.
		În 1900, în Lona erau deja 1560 de locuitori, dintre care 1072 maghiari și 488 români, iar după confesiune 539 greco-orientali (ortodocși), 977 reformați, 22 romano-catolici, 7 greco-catolici, 3 unitarieni, 12 israeliți, 782 bărbați, 778 femei, 766 persoane căsătorite, 682 necăsătorite, 110 văduve și 2 divorțate. 602 locuitori cunoșteau scrisul (38,5%), iar 1360 știau ungurește (87%). Erau 286 de case – 209 din lemn, 76 din piatră sau cărămidă, una din pământ, 118 erau acoperite cu șindrilă și 98 cu paie.
		În 1910 erau 328 de case și 1673 locuitori de drept (837 bărbați și 836 femei), 1672 populație civilă, 1 militar, 1 străin, 484 români, 1113 maghiari, 76 țigani, după confesiune: 506 ortodocși, 39 greco-catolici, 24 romano-catolici, 1050 reformați, 6 unitarieni, 17 israeliți, 31 baptiști, 678 cunoșteau scrisul și cititul, iar 1484 limba maghiară. Din totalul populației 849 erau necăsătoriți, 687 căsătoriți, 132 văduvi și 5 divorțați. Case din piatră sau cărămidă erau 86, iar din lemn 244, 247 erau acoperite cu șindrilă, 68 cu paie și 13 cu țiglă.
		În 1920 Lona Săsească avea 1852 locuitori, dintre care 592 români, 1151 maghiari, 6 evrei, 103 alte naționalități și 324 de case.
		Totalul locuitorilor în 1930 era de 1864, dintre care 608 români, 1164 maghiari, 2 germani, 12 evrei și 78 țigani. Pentru 610 locuitori limba maternă era româna, pentru 1173 maghiara, pentru 78 limba țigănească, iar pentru 3 germana. 576 erau ortodocși, 23 greco-catolici, 17 romano-catolici, 1180 reformați, 2 luterani, 4 unitarieni, 50 baptiști, 12 mozaici. Dintre locuitorii în vârstă de peste 7 ani, 77,3% erau știutori de carte, 585 bărbați și 538 femei au beneficiat de instrucția primară, 10 bărbați și 12 femei de cea secundară, 6 bărbați și 2 femei extrașcolară, 1 femeie de pregătire profesională, iar 5 bărbați aveau studii universitare. 142 bărbați și 192 femei erau neștiutori de carte.
		În 1941 erau 1922 de locuitori populație stabilă, după confesiune: 536 ortodocși, 22 greco-catolici, 39 romano-catolici, 1272 reformați, 1 evanghelic, 8 unitarieni, 43 baptiști, 1 israelit, 1656 știau ungurește. După etnie 555 erau români, 1347 unguri, 2 germani, 18 țigani, după limba maternă 550 români, 1340 unguri și 32 țigani. 
		În 1948 Luna de Sus avea 1967 de locuitori – 631 români, 1297 unguri și 39 țigani, 952 bărbați și 1015 femei. Dintre cei peste 7 ani (1712) 180 erau neștiutori de carte.
		Populația satului era în 1956 de 1969 locuitori – 973 bărbați și 996 femei.
		În 1966 numărul locuitorilor crescuse la 2035 (1022 bărbați și 1013 femei), iar fondul locativ la 596 de case și 649 gospodării, numărul mediu al persoanelor pe o gospodărie era de 3, 2, 3 bărbați erau absolvenți ai unor instituții de învățământ superior. Absolvenți de licee erau 1 bărbat și 3 femei, de școli medii și tehnice de specialitate 2 bărbați și o femeie, de școli profesionale și de meserii 53 bărbați și 7 femei, de școli generale 80 bărbați și 73 femei, iar de școli primare 691 bărbați și 769 femei. 		În anul 1977, la recensământul populației s-a înregistrat cel mai mare număr de locuitori din istoria satului 2264, dintre care 709 români, 1462 maghiari, 1 ucrainean și 87 rromi.
		La recensământul din 1992 au fost înregistrați în Luna de Sus 2015 locuitori, dintre care 49, 7% bărbați, 650 erau români, 1341 maghiari, 23 romi și 1 ucrainean. După confesiune 643 ortodocși, 1216 reformați, 25 romano-catolici, 122 baptiști, 5 penticostali și 4 de alte credințe (3 de alte religii și 1 fără religie).
În special în decursul secolul al XX-lea din Luna de Sus s-au ridicat câțiva intelectuali: ingineri și subingineri,economiști și juriști,dar și cadre didactice,preoți,un medic stomatolog care activează la Biudapesta,un notar,etc.Menționăm pe pastorul Szatmari Bela, și pe Dacian But-Căpușan,licențiat și doctor în Teologie,care au fost cadre didactice asociate în învățământul superior,pentru scurte perioade,la facultățile de Teologie reformată și respectiv ortodoxă din Cluj-Napoca, pe Szatmari Ildiko,căsătorită Szocs,profesoară de chimie,actualmente director general al Colegiului Național Bethlen Gabor din Aiud și pe Jakab Amalia, căsătorită Judea, designer vestimentar, cadru didactic la la Facultatea de Arte Vizuale din cadrul Universității Oradea.În Luna de Sus s-a născut în 1911 cunoscuta actriță maghiară Kiss Manyi,artist emerit,care a activat la Miskolc,Szeged și Budapesta(decedată în 1971).A fost fiica învățătorului și cantorului Kiss Lojos.

## Agricultura
Ocupația de bază a lonenilor în trecut era agricultura și creșterea animalelor. Numeroase documente din secolele al XVI-lea și al XV-lea menționează existența grădinilor în care cu siguranță se cultivau zarzavaturi.Din 1592 avem cunoștință despre viile de pe teritoriul Lonii, la deal. În perioada interbelică au apărut multe gospodării țărănești bogate, care dețineau suprafețe mari de teren și un mare număr de vite și care se bucurau de prestigiu în viața socială a satului. Întovărășirea agricolă "Victoria" s-a realizat în Luna de Sus în anul 1957. Terenurile din dreapta șoselei Cluj-Oradea au fost cedate de în folosința Fermei Didactice Mănăștur (Stațiunea Didactică Experimentală) și a IAS Baciu.
Agricultura se desfășoară în prezent pe loturi individuale și mica industrie prin societățile comerciale, asociațiile familiale și persoanele fizice autorizate care își desfășoară activitatea în special pe platformele fostelor CAP și AVICOLA. În cadrul CAP Florești între 1962-1991 la Luna de Sus a funcționat o fermă vegetală și o fermă zootehnică pentru creștere bovinelor. În anii '60 a fost înființată livada (existentă și astăzi) cu meri și pruni, în suprafață de circa 10 ha. Este evidentă atitudinea de respingere a oricăror forme de asociere. Sectorul zootehnic în general este slab dezvoltat, cu șeptelul în continuă scădere.
Cele mai des cultivate sunt cerealele: grâul de toamnă, orzoaica de primăvară și porumbul, apoi cartoful și leguminoasele pentru boabe – fasolea, uleioase (rar) – floarea-soarelui.
Potrivit datelor Recensământului General Agricol efectuat între 2002- 2003 în Luna de Sus erau 657 exploatații agricole individuale, suprafață totală: 697,71 ha, suprafață agricolă utilizată: 666,54 ha, teren arabil: 414,08 ha, teren arabil în repaus: 104,35 ha, grădini familiale: 28,67 ha, pășuni și fânețe naturale: 223,12 ha. Total suprafață cultivată cu cereale: 270, 09 ha, grâu: 15,05 ha, secară: 1,48 ha, orz: 51,90 ha, orzoaică: 33,76 ha, ovăz: 1,86 ha, porumb: 165,58 ha, sorg: 0,46 ha. Suprafețe cultivate cu: cartofi: 17, 09 ha, floarea soarelui: 1,22 ha, legume în câmp și grădini: 0,31 ha. Suprafețe cu plantații pomicole: meri: 0,49 ha și pruni: 0,18 ha. Mașini agricole: tractoare: 19, motocositoare: 4, pluguri cu tracțiune mecanică: 25, pluguri cu tracțiune animală: 50, semănători cu tracțiune mecanică: 6, semănători cu tracțiune animală: 23, combine: 3, care și căruțe: 74, 381 unități au utilizat echipamente agricole de la terți. Numărul membrilor din exploatări/gospodării agricole individuale: 1522, 769 bărbați, 753 femei, 519 salariați, 2 patroni, 38 lucrători pe cont propriu, 104 lucrători familiali neremunerați, 1 membru în cooperativă neagricolă, 58 șomeri, 58 elevi și studenți, 180 casnici, 564 pensionari, 4 alte categorii. 8 lucrează în agricultură, 2 în silvicultură și piscicultură, 218 în industrie, 107 în construcții, 52 în comerț, 4 în turism, 24 în transporturi, 24 în învățământ, 8 în sănătate, 19 în administrația publică, 69 alte activități.

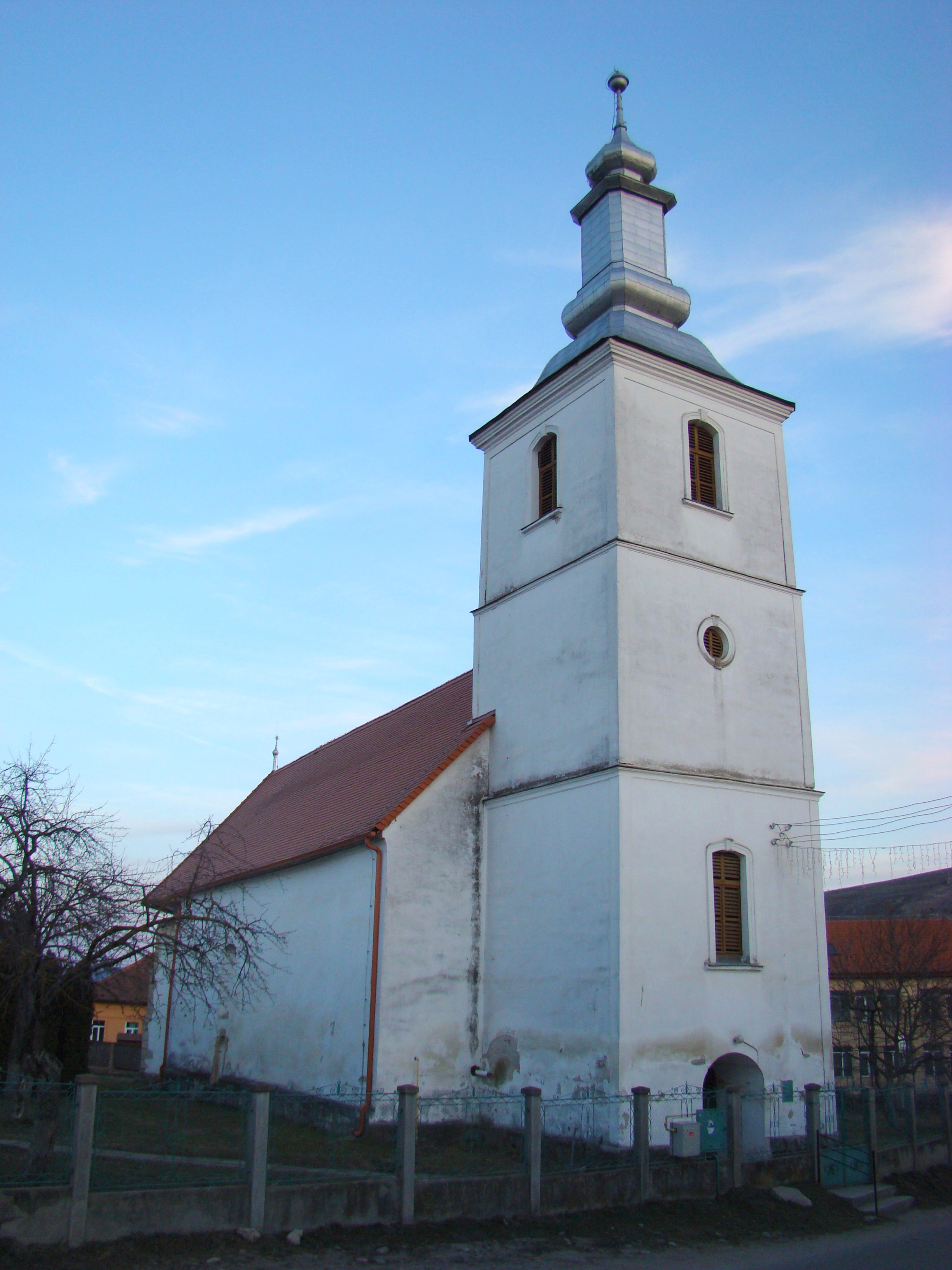
Biserica reformată (monument istoric)

## Viața religioasă
- Biserica Reformată-Calvină din Luna de Sus datează din 1390, este monument istoric și de arhitectură. A fost construită în stil gotic; se mai păstrează contraforturile și ancadramentele de la uși și ferestre pe latura sudică.Biserica are formă de navă, cu ușă pe latura vestică și pe cea sudică, unde există un porticul construit în 1784. La început a aparținut Bisericii Romano-Catolice, după 1550 o scurtă perioadă cultului unitarian, iar apoi celui reformat. În această perioadă au fost pictate frescele, au fost înlăturate statuile, iar sacristia care exista pe latura de nord a fost demolată. Este cea mai veche construcție din localitate. Se pare că hramul acesteia a fost Sf. Martin, episcop de Tolouse (315-379), originar din Sabataria, azi Szombathely (Panonia), prăznuit la 11 noiembrie în Biserica Catolică. În anul 1752, în timpul pastorului Baconi Incze Samuel, a fost executat tavanul casetat în stilul Renașterii, de către maestrul sas Lorenz (Laurențiu) Umling cel Bătrân din Cluj, originar din Saschiz, și cei doi fii ai săi. Una dintre cele 120 de casete, (8 șiruri a câte 15 coloane, în suprafață de 132 mp (8 x 16, 5) conține o scenă de vânătoare, amintind de legenda grofului Gyeröfi, ultimul grof din Lona, care a plecat la vânătoare și nu s-a mai întors, suferind un accident. A fost pedepsit de Dumnezeu pentru că n-a cinstit duminica. Prima lucrare executată de Umling la biserica reformată din Lona a fost amvonul (1750). În 1808 a fost terminată actuala turlă, cu bază pătrată, în stil baroc, cu acoperiș în formă de ceapă. Înainte exista un turn-clopotniță din lemn. Turnul a fost construit după planul lui Leder Jozsef, au lucrat meșterii zidari: Márton István și Kerekes Jozsef și dulgherii Losontzi János și Lászlotzki Sámuel. Orga, achiziționată cu 900 de forințiconstruită în 1826 cu piese ce datează din secolul al XVIII-lea a fost adusă de la Oradea cu căruța de către curatorul Jager István. La biserica reformată a existat un clopot fabricat în 1482, cu inscripție în latină, folosit până în 1958, când a fost topit și turnat din nou. Pastorul Szakacs Istvan(1814-1892)a fost protopop al Călatei între 1866-1886.

Biserica este declarată monument de arhitectură și este înscris pe lista monumentelor istorice cu codul CJ II m-B-07694. Pe lista completă a locașurilor de cult din România are codul 34854-1. 
Parohia este arondată Protopopiatului Călata din Eparhia Reformată a Ardealului. Pastorii actuali sunt Váncza Enikö-Erzsébet și Váncza Lajos. 
Cunoaștem un act emis în anul 1675, de către principele Transilvaniei, Mihail Apafi, (o diplomă în limba latină) prin care dijmele pe care le plăteau locuitorii satului Szasz Lona erau donate parohiei reformate din sat. 
Matricolele au fost introduse în 1770 de către pastorul Pataki Dániel I, care a însemnat într-un calendar botezurile, cununiile și înmormântările, uneori și evenimente din viața satului. Fiul său, pastorul Pataki Daniel II le notează în continuare pe o listă, iar din 1804 le transcrie în Registrul matricol.
Un amănunt demn de reținut este acela că la anul 1722 exista în curtea bisericii o construcție din lemn (kaloda) în care erau închiși cei care săvârșeau fapte reprobabile și erau condamnați la un număr de zile de carceră de către Consiliul parohial al Parohiei reformate (Presbiteriu), care avea drept de judecată. Tot aici erau închise perechile care, din diferite motive, doreau să se despartă, exista doar un pat, o masă, o farfurie și un singur set de tacâmuri. După secolul al XVIII-lea construcția a dispărut. 
Comunitatea reformată din Lona este înfrățită cu cea din Zeist (Olanda). 
Corul bisericii reformate Imreh Sandor - care a activat între 1920-1948 și a fost reînființat în 1990 - condus azi de Felházi Lenke participă la diferite festivaluri de coruri bisericești din țară sau străinătate: Ungaria, Olanda, Elveția, etc. 
Casa parohială este construită în 1974.

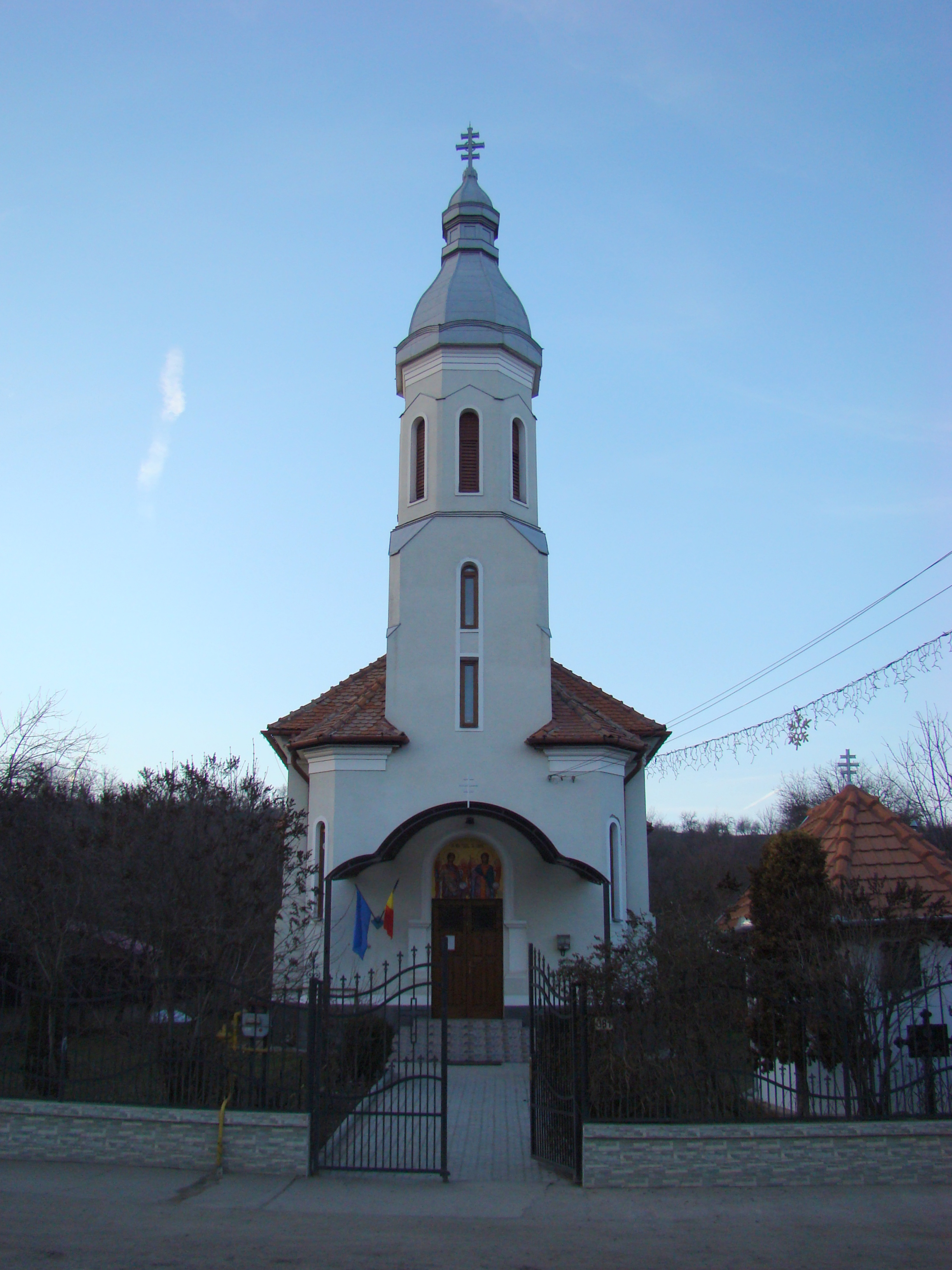
Biserica ortodoxă „Sfinții Arhangheli Mihail și Gavriil" (1927)

- Biserica ortodoxă cu hramul "Sf. Arhangheli Mihail și Gavriil" a fost construită din cărămidă în anul 1927, în timpul păstoririi preotului Ioan Radu și a fost sfințită în 28 octombrie 1928 de către episcopul Nicolae Ivan. Planul a fost executat de arhitectul Victor Smigelschi, iar construcția a fost realizată sub conducerea arhitectului Ernest Köncz din Cluj. Iconostasul este pictat de prof. Emil Cornea din Cluj (1928), de icoane pictate pe pânză, în ulei. Turnul respectă tipicul bisericilor din Transilvania simțindu-se influența gotică și barocă. Este situat pe latura de vest și acoperit cu tablă adăpostind cele 3 clopote.

Clopotul mic este adus de la biserica veche, are 25 de kilograme, datează din 1722 și are inscripționate trei litere "C. B. P. " și se folosește și în prezent. 20% din cheltuielile de construcție au fost suportate de ministrul Cultelor, Alexandru Lapedatu.
În 1975 întreaga biserică a fost pictată (500 mp) în stil neobizantin, tehnica tempera, de către Titorenco Roman Simion din București. În 9 noiembrie 1980 a fost resfințită de arhiepiscopul Teofil Herineanu. Planul este răsăritean, navă dreptunghiulară cu două abside laterale care împreună cu altarul dau planului forma de cruce, biserica are o suprafață de 184 mp (8x23 m).
- Vechea biserică ortodoxă din Luna de Sus, construită din bârne de stejar pe o fundație din piatră, în 1784, pictată în 1795 de meșterul Nistor Zugravul din Feleac și sfințită de Episcopul Vasile Moga în 1842 și care avea același hram a fost strămutată în 1939 la Predeal. Era așezată în marginea cimitirului pe un deal din partea de nord-vest a satului (în spatele actualei biserici și mai la dreapta). Planul era de formă dreptunghiulară pentru naos și pronaos, absida altarului, retrasă, avea 5 laturi inegale, lungimea 3, 5 m, lățimea 4 m, cele două laturi paralele aveau 2, 30 m, celelalte două oblice 1, 60 m, iar cea de-a cincea 1, 55 m. Suprafața bisericii era de 40 mp. (4x10 m). Turnul era construit deasupra pronaosului (latura de vest) cu baza în formă de prismă dreaptă. Hrisovul de la sfințirea bisericii vechi, din 1842 și icoanele Mântuitorului și a Maicii Domnului, ce se aflau pe iconostas, pictate pe lemn, se păstrează în Colecția de artă religioasă a Arhiepiscopiei Ortodoxe a Vadului, Feleacului și Clujului,împreună cu circa 15 cărți liturgice vechi provenite de la această biserică.

Centrului de Inițiere a Străjii Țării din Predeal a cumpărat această biserică în anul 1939.În urma bombardamentelor din timpul celui de-al doilea război mondial biserica a fost distrusă. În locul ei se găsește astăzi o altă biserică din lemn, construită după modelul celei vechi.
În anul 1777 în Luna de Sus exista cu siguranță o biserică ortodoxă, construită din lemn, foarte modestă, care nu putea fi deosebită la prima vedere de o casă țărănească. În anul 1733, la conscripția efectuată de episcopul unit Ioan-Inochentie Micu în Szaszlona erau doar 16 capi de familie români neuniți și nu aveau preot. În anul 1795 au fost introduse matricolele, completate cu caractere chirilice până în 1873. Parohia este arondată Protopopiatului Cluj I. Preotul paroh este Pr. Paul Voinel Bodea.
- Comunitatea baptistă, majoritar maghiară, își are începutul în anul 1895. Casa de adunare, construită în 1930 a fost demolată, în locul acesteia s-a ridicat o nouă casă de rugăciuni, pe același loc între 2003-2009. Aceasta a fost inaugurată duminică 2 august 2009. Este o clădire modernă cu trei nivele (demisol, parter și etaj) în care se află și locuința pentru pastor și camere de oaspeți. Corul mixt al comunității a fost înființat în 1948, iar din 1958 ființează fanfara.